# Ignacy (patriarcha Moskwy)
Ignacy (zm. 1618 lub 1619 lub ok. 1640) – de facto drugi patriarcha moskiewski i całej Rusi, wykreślony pośmiertnie z oficjalnych wykazów patriarchów, sprawujący urząd od 1605 do 1606 i ponownie, w sposób niekanoniczny, w 1611.
Ignacy był z pochodzenia Grekiem, chirotonię biskupią przyjął przed 1595 w Cypryjskim Kościele Prawosławnym lub w Patriarchacie Konstantynopolitańskim. Do Rosji przybył na ceremonię koronacyjną Fiodora I lub Borysa Godunowa; został w tym kraju, licząc na zrobienie kariery w hierarchii cerkiewnej. W 1603 lub 1605 na mocy decyzji uświęconego soboru i patriarchy moskiewskiego i całej Rusi Hioba został biskupem riazańskim.
W czerwcu 1605 jako pierwszy z rosyjskich hierarchów prawosławnych uznał Dymitra Samozwańca I za prawdziwego syna Iwana IV Groźnego i złożył mu przysięgę na wierność. 24 czerwca 1605, po wjeździe Samozwańca do Moskwy, na jego żądanie sobór biskupów ogłosił Ignacego nowym patriarchą moskiewskim, odsuwając od urzędu Hioba. Patriarcha zaliczał się do najbliższego otoczenia Dymitra Samozwańca, doradzał mu w sprawach państwowych, zwłaszcza w zakresie polityki wyznaniowej. Koronował Dymitra na cara, zaś jego żonę Marynę Mniszchównę – na carycę Rosji.
Po obaleniu Samozwańca przez spisek, na czele którego stał Wasyl Szujski, Ignacy został pozbawiony urzędu i sakry biskupiej przez uświęcony sobór, po czym osadzony pod strażą w Monasterze Czudowskim. Pozostawał w nim do 1611, gdy został zwolniony przez polską załogę Kremla i niekanonicznie (bez zwoływania soboru) przywrócony na urząd patriarszy. W grudniu tego samego roku podjął próbę ucieczki z Moskwy, został jednak zatrzymany przez wojska polskiego króla Zygmunta III Wazy. Na jego polecenie zamieszkał w klasztorze Bazylianów w Wilnie, gdzie przyjął ostatecznie unię. Władca miał nadzieję posłużyć się jego osobą w razie nowej wojny z Rosją; nigdy jednak do tego nie doszło. Ignacy zmarł w Wilnie pod koniec drugiej dekady XVII w. lub nawet dwadzieścia lat później, ok. 1640.

## Życiorys

### Pochodzenie i wczesna działalność
Miejsce pochodzenia Ignacego stanowi kwestię sporną. Przed XIX stuleciem większość związanych z Rosyjskim Kościołem Prawosławnym źródeł podawało, że był on Grekiem cypryjskim. Jeszcze na Cyprze miał zostać wyświęcony na biskupa, brak jednak informacji, którą katedrę w Cypryjskim Kościele Prawosławnym objął. Jako powód wyjazdu Ignacego z Cypru wymienia się ucieczkę po zdobyciu wyspy przez Turków w 1570 lub usunięcie przez nich z katedry.
Cypryjskiemu pochodzeniu Ignacego zaprzeczał grecki duchowny Arseniusz z Elassy, działający w Rosji na przełomie XVI i XVII w. Twierdził on, że Ignacy był mnichem w jednym z klasztorów Athosu, przyjął chirotonię biskupią w prawosławnym Patriarchacie Konstantynopolitańskim i był hierarchą Erisso. Wersję tę za prawdopodobną uznaje Shubin. Do ucieczki z zajmowanej katedry przyszłego patriarchę moskiewskiego miał zmusić fakt, iż inny duchowny, pragnący sam objąć wymieniony urząd, przekupił władze tureckie, by siłowo usunęły z niego Ignacego. Według innej wersji Ignacy faktycznie był hierarchą Erisso, lecz został usunięty przez Turków z katedry z innego powodu.
Według starszych źródeł, jednoznacznie negatywnie oceniających postać Ignacego, uzyskał on wykształcenie teologiczne w Rzymie i na terytorium Państwa Moskiewskiego przybył już jako unita. Ocenie takiej zaprzeczał Arseniusz z Elassy. Również A. Bogdanow twierdzi, że Ignacy dotarł do Rzymu, uciekając z ziem greckich, zaprzecza jednak, by przyjął katolicyzm przed przybyciem do Rosji. Metropolita Makary (Bułgakow) podaje tę informację jako wątpliwą, twierdzi jednak, że Ignacy był „przychylny wobec katolików”.

### Metropolita riazański
Według Kartaszowa Ignacy przybył do Moskwy jako przedstawiciel Patriarchatu Aleksandryjskiego na koronacji cara Fiodora I, jednak wbrew pierwotnym planom nie wyjechał z kraju po uroczystościach, lecz pozostał i został przyjęty w jurysdykcję Rosyjskiego Kościoła Prawosławnego. Shubin, podający ten sam czas przyjazdu Ignacego do Moskwy, twierdzi, że był on reprezentantem patriarchy Konstantynopola. Z kolei Bogdanow podaje, że duchowny dotarł do Rosji dopiero na koronację Borysa Godunowa, zaś jego główną motywacją dla przyjazdu była chęć zrobienia kariery duchownej w miejscu, gdzie z powodu dominacji jednego wyznania nie dochodziło do walk religijnych. Metropolita Makary twierdzi, że Ignacy dowiedział się o pobożności cara Fiodora I i jego przychylności dla hierarchów greckich i to właśnie skłoniło go do wyjazdu do Rosji.
W Moskwie Ignacy zamieszkał w miejscowej kolonii Greków. Przez prawosławnych hierarchów rosyjskich został przyjęty sceptycznie – w ocenie Rosjan jedynie ich państwo zachowało pełnię prawdziwej wiary (Święta Ruś), zaś przybysze z zagranicy, nawet wyznania prawosławnego, nie byli w tej kwestii do końca godni zaufania. Stopniowo jednak pozycja Ignacego w otoczeniu patriarchy Hioba wzrastała. W 1603 lub 1605 został mianowany metropolitą riazańskim i muromskim.

### Współpraca z Dymitrem Samozwańcem

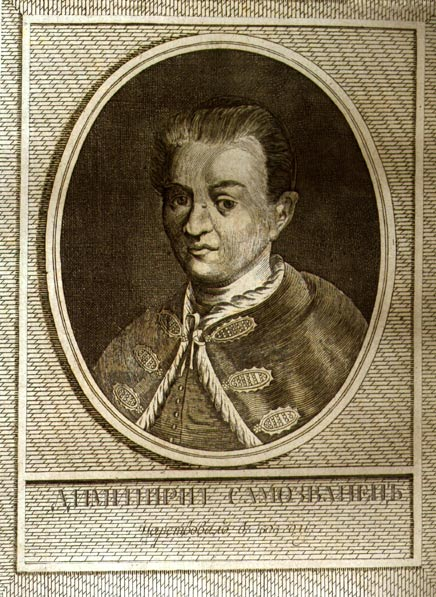
Dymitr Samozwaniec I

Ignacy jako pierwszy rosyjski biskup prawosławny uznał Dymitra Samozwańca I za prawdziwego carewicza Dymitra; uczynił to po tym, gdy po jego stronie była już większość bojarów i wojska. W czerwcu 1605 wyjechał na spotkanie wojsk Samozwańca do Tuły i motywowany nadziejami na szybki awans w hierarchii cerkiewnej złożył mu przysięgę na wierność, po czym wezwał innych do uczynienia tego samego. Ignacy wziął udział w triumfalnym wjeździe Samozwańca do Moskwy, w czasie którego był już witany jak pełnoprawny patriarcha, chociaż przy życiu pozostawał kanonicznie wybrany na ten urząd w 1589 Hiob. Cztery dni po wjeździe do Moskwy, 24 czerwca 1605, Dymitr Samozwaniec zażądał od soboru biskupów formalnego ogłoszenia Ignacego nowym zwierzchnikiem Rosyjskiego Kościoła Prawosławnego. Jego wola została spełniona, chociaż początkowo zebrani hierarchowie opowiadali się raczej za pozostawieniem Hioba na urzędzie. Aby uniknąć podejrzeń o działanie na polecenie władzy świeckiej, sobór podał jako oficjalną przyczynę usunięcia Hioba z urzędu jego podeszły wiek i zły stan zdrowia; usankcjonował także zmuszenie go do wyjazdu z Moskwy i zamieszkania w monasterze Zaśnięcia Matki Bożej w Staricy. Pragnąc zatrzeć wrażenie, iż wybór nowego patriarchy został dokonany z pogwałceniem wszelkich stosowanych w podobnych przypadkach procedur, Samozwaniec polecił Ignacemu odwiedzenie Hioba w Staricy i uzyskanie od niego błogosławieństwa. Były patriarcha konsekwentnie jednak odmawiał. Ignacy nie został intronizowany według typowego dla Rusi obrządku (zakładającego m.in. powtórzenie chirotonii biskupiej), niemniej jego wybór z formalnego punktu widzenia był ważny. Zdaniem Shubina nie ma wątpliwości, że o wskazaniu Ignacego na nowego patriarchę Dymitr Samozwaniec zdecydował, kierując się jego greckim pochodzeniem.
30 czerwca Ignacy wydał list informujący o wstąpieniu na tron „prawowitego cara i wielkiego księcia Dymitra Iwanowicza”, objęciu przez siebie godności patriarchy, nakazał odprawianie molebnów w intencji cara i jego matki, mniszki Marty, by Bóg:

wywyższył ich carską prawicę nad łaciństwem, bisurmaństwem i wszystkimi ich wrogami

W tym samym czasie, według relacji kard. Borghese, miał już deklarować gotowość przystąpienia do unii kościelnej.
Patriarcha Ignacy, razem z innymi rosyjskimi hierarchami prawosławnymi, wszedł w skład Soboru zwołanego przez Dymitra Samozwańca w celu osądzenia spiskującego przeciwko niemu Wasyla Szujskiego i jego braci Dymitra i Iwana. Do niego i do innych biskupów Szujski zwrócił się o litość i wstawiennictwo u władcy. Nikt jednak z duchowieństwa nie poparł tej prośby. Sobór skazał Szujskiego na śmierć, zaś jego braci na wygnanie; ostatecznie wyrok śmierci został w ostatniej chwili zmieniony.
Razem z innymi biskupami prawosławnymi Ignacy wszedł w skład Dumy Bojarskiej, zreformowanej przez Dymitra Samozwańca, na wzór polskiego Senatu. Wśród senatorów patriarcha zajmował honorowe pierwsze miejsce. Zaliczał się do bliskich doradców Dymitra Samozwańca. Równocześnie nie wszyscy duchowni rosyjscy uznali go za prawowitego zwierzchnika Kościoła. Ci, którzy otwarcie kwestionowali jego prawa do objęcia tronu patriarszego, byli zsyłani do odległych monasterów.
Ignacy był świadkiem spotkania Dymitra z „matką” – mniszką Martą (w życiu świeckim Marią Nagoj, ostatnią żoną Iwana Groźnego), zaś 18 lipca 1605 Ignacy uczestniczył w uroczystym wjeździe do Moskwy obojga. Tego samego dnia odprawił w patriarszym soborze Zaśnięcia Matki Bożej Świętą Liturgię, w czasie której dziękował Bogu za „zjednoczenie rodziny carskiej”. 30 lipca, z zachowaniem wszystkich rosyjskich tradycji, koronował Dymitra Samozwańca na cara.
9 maja 1606 Ignacy koronował Marynę Mniszchównę na carycę Rosji. Problem ślubu Dymitra i Maryny, wyznawczyni katolicyzmu, wzbudzał istotne kontrowersje w otoczeniu Samozwańca. W pierwszych miesiącach 1606 ojciec Maryny, Jerzy Mniszech, na polecenie jej męża, za pośrednictwem nuncjusza papieskiego w Moskwie Rangoniego ubiegał się u papieża Pawła V o zgodę na uczęszczanie przez Marynę do cerkwi (przy zachowaniu katolicyzmu), przestrzeganie postów prawosławnych oraz przyjęcie przez nią Eucharystii z rąk patriarchy moskiewskiego i całej Rusi w czasie Świętej Liturgii zwyczajowo towarzyszącej koronacji. Papież nie zgodził się jednak na żadne z powyższych. Dymitr zrezygnował wówczas z żądania, by Maryna przyjęła z rąk patriarchy komunię świętą. Omówił również z nim kwestię swojego ślubu z katoliczką i jej koronacji na carycę. Ignacy stwierdził wówczas, że powtórny chrzest Mniszchówny (a zatem jedyna niebudząca kontrowersji w ówczesnej epoce forma konwersji na prawosławie) nie jest konieczny. W czasie ceremonii koronacyjnej dwukrotnie namaścił jej czoło wonnym olejem. Gest ten jest różnie interpretowany – według Kartaszowa była to z jego strony świadoma mistyfikacja, chęć wprowadzenia obecnych na ceremonii Rosjan w błąd, jakoby w tym momencie Mniszchówna dokonała zmiany wyznania, według Czerskiej Ignacy pragnął przypodobać się carowi, nie żądając powtórnego chrztu i uważał, że opisywany obrzęd wystarczy, by żona Dymitra stała się członkinią Kościoła prawosławnego.
Po koronacji Maryny Mniszchówny Ignacy być może osobiście udzielił jej i Dymitrowi ślubu. O udzielaniu ślubu osobiście przez patriarchę mówi jedna z polskich relacji świadków opisujących to wydarzenie. Według innej, również polskiej, małżeństwo pobłogosławił zwykły duchowny. Arseniusz z Elassy twierdzi, że sakramentu udzielał Fiodor, duchowny z moskiewskiego soboru Zwiastowania. Podobnie enigmatyczność opisów uniemożliwia jednoznaczne stwierdzenie, czy Ignacy (lub ewentualnie inny celebrans) udzielił Marynie komunii świętej, czy jedynie wypiła ona z kielicha tzw. wina błogosławionego, którego spożycie przez nowożeńców odwoływało się symbolicznie do cudu w Kanie Galilejskiej. O świętokradcze udzielenie katoliczce komunii świętej oskarżał Ignacego metropolita jarosławski i rostowski Filaret. Zarzut ten podniósł również sobór biskupów, który pozbawił go godności patriarchy.
Równocześnie Ignacy nie zgadzał się na wznoszenie kościołów katolickich w Moskwie i oburzał się, gdy Dymitr Samozwaniec nie szanował obyczajów rosyjskich i prawosławnych (jadł mięso w dni postne, nie żegnał się przed ikonami, pozwalał polskim żołnierzom na wnoszenie broni do cerkwi, nie pozwalał duchownym prawosławnym błogosławić posiłków). Wielokrotnie rozmawiał z carem, przekonując go, że szybkie i autentyczne zjednoczenie katolików i prawosławnych nie jest możliwe. Doprowadził do wyjazdu części jezuitów z Moskwy; zastąpili ich benedyktyni i dominikanie, uważani przez patriarchę za mniej skutecznych w przypadku ewentualnej kampanii katolicyzacji Rosji. Równocześnie tolerował w otoczeniu cara protestantów.

### Po obaleniu Samozwańca
18 maja 1606, dzień po obaleniu Dymitra Samozwańca I, patriarcha Ignacy został pozbawiony urzędu przez sobór biskupów i uwięziony w Monasterze Czudowskim. Według Kartaszowa hierarchowie działali z poparciem Wasyla Szujskiego, z kolei Bogdanow uważa, że swoją decyzją w sprawie Ignacego chcieli dopiero uzyskać jego zaufanie. Sobór, złożony w zdecydowanej większości z tych samych biskupów, archimandrytów i igumenów, którzy niecały rok wcześniej ogłosili Ignacego patriarchą, przeprowadził sąd nad nim, pozbawił go sakry biskupiej i ogłosił wszystkie jego działania, podjęte w czasie sprawowania urzędu, jako „przestępcze”, podkreślając w szczególności nieprzeprowadzenie ponownego chrztu Maryny Mniszchówny oraz bezprawne udzielenie jej sakramentów małżeństwa i Eucharystii. Ignacy w czasie procesu nie bronił się. Były patriarcha został jako zwykły mnich uwięziony w Monasterze Czudowskim.

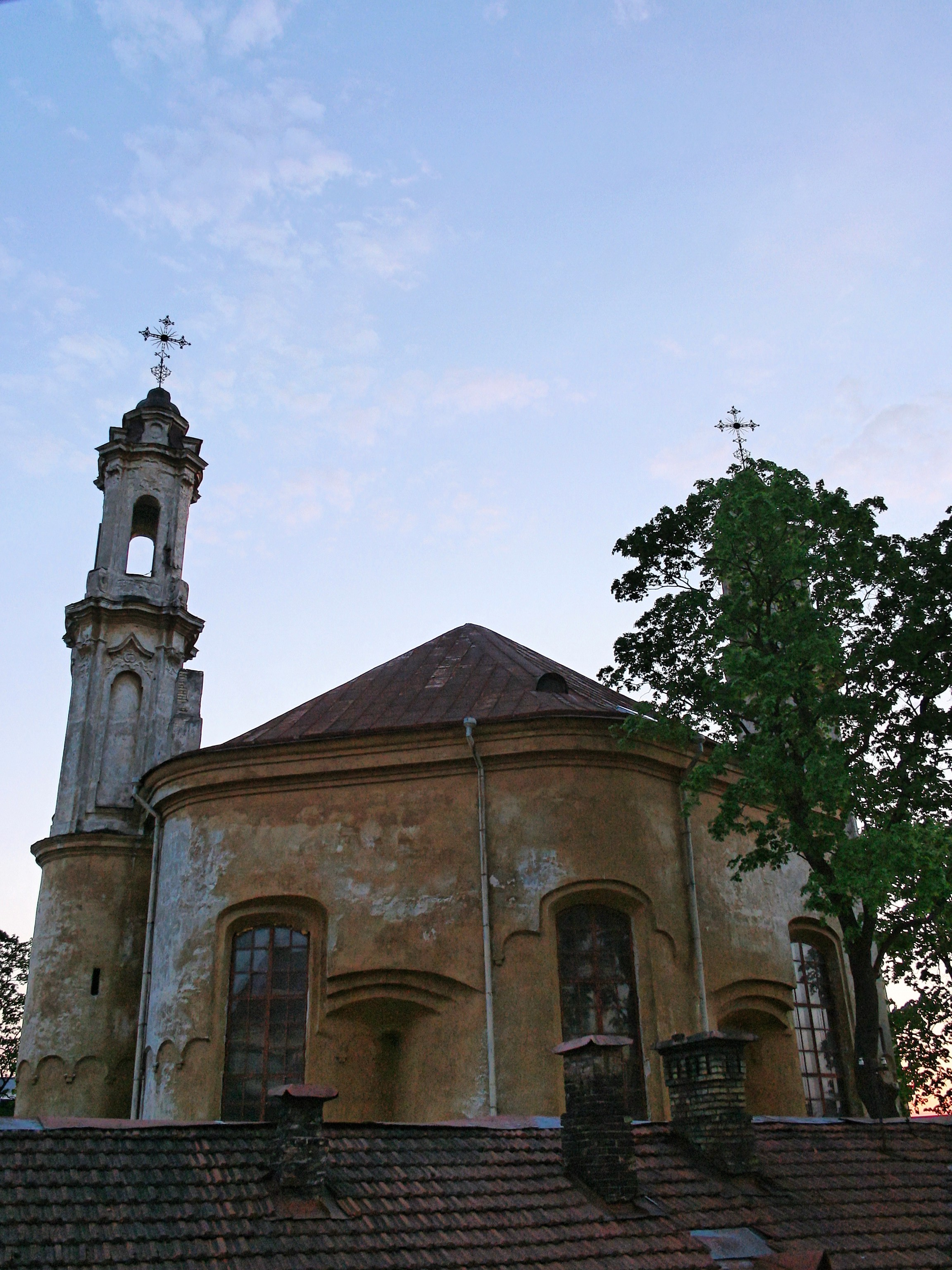
Klasztor bazyliański w Wilnie. Ignacy spędził w nim ostatnie lata życia, po ucieczce z Rosji, osiedleniu się w Rzeczypospolitej i przyjęciu unii

W lipcu 1610 tronu został z kolei pozbawiony Wasyl Szujski. Grupa siedmiu bojarów, która przejęła po nim rządy w kraju (siemibojarszczina), rozważała przywrócenie Ignacego na urząd patriarchy, gdyż jego następca Hermogen był bezkompromisowym zwolennikiem Szujskiego. Ostatecznie do pozbawienia Hermogena urzędu nie doszło. W 1611, po ogłoszeniu nowym carem Rosji polskiego królewicza Władysława, Ignacy odzyskał wolność. 24 marca 1611 odprawił Świętą Liturgię, w czasie której modlił się publicznie w intencji Władysława. W kwietniu tego roku patriarcha Hermogen, konsekwentnie wzywający Rosjan do uczestnictwa w pospolitym ruszeniu i wypędzeniu Polaków z kraju, został wtrącony do więzienia w Monasterze Czudowskim. Jego obowiązki przejął, tym razem bez potwierdzenia tego faktu przez sobór, Ignacy. Hierarcha nie chciał jednak pozostać w ogarniętej wojną domową Rosji i 27 grudnia 1611 podjął próbę ucieczki z Moskwy. W okolicach Smoleńska Ignacy został napadnięty, obrabowany, a następnie zatrzymany w polskim obozie pod miastem. Król polski Zygmunt III Waza miał nadzieję, że zdoła w przyszłości ponowić wojnę z Rosją i zamierzał wykorzystać wówczas osobę byłego patriarchy. Ignacy został przewieziony do Wilna (wyjazd z Rzeczypospolitej mu uniemożliwiono), gdzie zamieszkał w klasztorze bazyliańskim. Pod wpływem archimandryty Józefa Welamina Rutskiego przeszedł na katolicyzm obrządku wschodniego, zaś na żądanie Jozafata Kuncewicza ogłosił tę decyzję publicznie, skierował również list z informacją o tym fakcie do papieża. Jak podaje Połozniew, został przełożonym wileńskiego monasteru Bazylianów i pełnił tę funkcję do śmierci. W styczniu 1615 otrzymał od króla nadanie ziemskie, które uniezależniało go materialnie od klasztoru w Wilnie oraz miejscowego unickiego bractwa.
Datę śmierci Ignacego tradycyjnie sytuowano około roku 1640, jednak w nowszych badaniach wymienia się znacznie wcześniejsze lata 1618 lub 1619. Duchowny został pochowany w cerkwi Trójcy Świętej na terenie klasztoru Bazylianów w Wilnie. Jego szczątki zostały prawdopodobnie wyjęte z grobowca i wywiezione z miasta przez wojska rosyjskie po zdobyciu Wilna w 1655.
Patriarcha Ignacy był przez współczesnych uważany za kanonicznego patriarchę, również pozbawiający go urzędu sobór biskupów nie orzekł, że jego wybór należało traktować od początku jako nieważny. Wykreślenie Ignacego z oficjalnych wykazów patriarchów nastąpiło dopiero w późniejszym czasie. Jeszcze sobór biskupów z 1620 określa go jedynie jako „patriarchę pozbawionego urzędu” (cs. izwierżenago patriarcha), nie sugerując niekanoniczności jego wyboru.